# أكاديمية غرب إفريقيا لكرة القدم
أكاديمية غرب إفريقيا لكرة القدم هو نادي كرة قدم محترف يلعب في الدوري الغاني الممتاز.

## التاريخ
تم منح رئيس نادي فينورد، جوريان فان دين هيريك، الإذن بافتتاح أكاديمية كرة القدم الخاصة بفينورد في مستوطنة جوموا فيتيه الغانية، خارج العاصمة أكرا. تم إعطاء الضوء الأخضر من قبل رئيس فيتيه في عام 1998 وافتتحت الأكاديمية في أكتوبر 199. في أكاديمية فينورد، يمكن للاعبي كرة القدم الأفارقة الشباب الموهوبين العمل على مهاراتهم الكروية. بالإضافة إلى مساعدة قدراتهم الكروية ، تم تزويد الطلاب بالتعليم الرسمي الذي تم تمويله من قبل فاينورد. تم تشكيل فكرة أكاديمية كرة القدم الخاصة بفينورد في أبيدجان.
وقع فان دن هيريك مع بونافنتورا كالو الذي كان لا يزال مجهولًا وتواصل مع المعهد التعليمي في نادي كالو. في نفس العام، سافر رئيس معهد التعليم إلى إفريقيا لتقييم المشروع وعاد بتقرير مدح. في يناير 1998، بدأ فينورد مدرسة كرة القدم الخاصة به في إفريقيا.
كان محمد أبو بكاري أول لاعب تخرج من الأكاديمية وحصل على عقد احترافي في فينورد. قبل انتقال أبو بكرى، أمضى جوردان أوبوكو بعض الوقت في إكسلسيور وأنتويرب قبل أن يعود إلى غانا. في التحضير لموسم 2008-09، خضع الظهير الأيمن هاريسون أفول للتجربة مع فينورد، لكن لم يُعرض عليه عقد.
في أغسطس 2014، تم تغيير اسم أكاديمية فينورد إلى أكاديمية غرب إفريقيا لكرة القدم. في نفس العام، تولى النادي مسؤولية أكاديمية ريد بول القديمة بالقرب من سوجاكوبي وانتقل من موقعه القديم في جوموا فيته إلى هذا الموقع الجديد في منطقة فولتا.